# Ellen Bang
Ellen Bang (* 16. Mai 1906 als Elise Anna Elfriede Ballier in Berlin; † 8. November 1981 in Gold Coast, Australien) war eine deutsche Schauspielerin bei Bühne und Film.

## Leben und Wirken
Die geborene Elfriede Ballier war eine Tochter des Schornsteinfegermeisters Emile Ballier und seiner Frau Gertrud, geb. Schön. Über ihre Ausbildung und ihre frühen Jahre ist derzeit nichts bekannt. Ehe sie als Ellen Bang im Alter von 28 Jahren erstmals vor die Kamera trat, hat sie vermutlich Theater gespielt, Festengagements sind in dieser Zeit jedoch nicht auszumachen. Auch später lassen sich nur sehr wenige feste Bühnenverpflichtungen feststellen und dann auch nur an minder bedeutenden Spielstätten. So gehörte Ellen Bang in der letzten reichsdeutschen Spielzeit 1943/44 der Berliner Soldatenbühne an und in ihrer ersten Nachkriegsspielzeit (1947/48) der Gastspielbühne „Deutsche Bühne GmbH“.
Hingegen war sie vor allem im Dritten Reich eine vielbeschäftigte Filminterpretin; allein in den Jahren 1934 bis 1945 wirkte Ellen Bang mit Nebenrollen in nahezu dreißig Filmen mit. Dabei deckte sie das gesamte Spektrum kleiner Parts ab: von der Sekretärin über die Primaballerina und englischen Lady bis hin zu einer Fürstin. Sie stand 1944 in der Gottbegnadeten-Liste des Reichsministeriums für Volksaufklärung und Propaganda.
Ein kurzes Comeback vor die Kamera nach 1945 bescherten ihr drei Filmangebote 1950/51. Ihren letzten Auftritt absolvierte Ellen Bang 1951 in der ebenfalls letzten Inszenierung des Kinoveterans Carl Froelich. Danach zog sie sich ins Privatleben zurück.
Ellen Bang war von 1930 bis 1936 mit dem Schauspieler und späteren Reichsfilmdramaturgen Ewald von Demandowsky verheiratet. 1937 ehelichte sie den Bereiter Reinhard Langenheim (1909–1942), mit dem sie ab 1939 einen gemeinsamen Sohn hatte. 1940 wurde auch diese Ehe geschieden. 1956 wanderte die ehemalige Schauspielerin nach Australien aus, wo sie – neuerlich verheiratet – zunächst in der tasmanischen Hauptstadt Hobart und schließlich an der australischen Ostküste lebte. Sie starb 1981 in einem Privatkrankenhaus an einer Krebserkrankung.
Ellen Bang war eine Schwester des Schauspielers Günther Ballier. Die australische Schauspielerin Ruby Rose ist ihre Urenkelin.

## Filmografie
- 1934: Jungfrau gegen Mönch
- 1934: Nur nicht weich werden, Susanne!
- 1937: Zu neuen Ufern
- 1937: Meine Freundin Barbara
- 1938: Yvette
- 1938: Mordsache Holm
- 1938: Kleiner Mann – ganz groß
- 1938: Der Spieler
- 1938: Im Namen des Volkes
- 1938: Der grüne Kaiser
- 1939: Mann für Mann
- 1939: Kennwort Machin
- 1940: Verwandte sind auch Menschen
- 1940: Der Fuchs von Glenarvon
- 1940: Der Sündenbock
- 1940: Das himmelblaue Abendkleid
- 1941: Krach im Vorderhaus
- 1941: Was geschah in dieser Nacht?
- 1941: Ein Windstoß
- 1943: Ich werde dich auf Händen tragen
- 1943: Die beiden Schwestern
- 1944/50: Verlobte Leute
- 1945: Der Mann im Sattel (UA: 2000)
- 1945: Der Scheiterhaufen
- 1950: Die Frau von gestern Nacht
- 1950: Es begann um Mitternacht
- 1951: Stips